# ロシア鉄道ED4形電車
ED4形（ロシア語: ЭД4）は、ロシア鉄道（ОАО «Российские железные дороги»）が1996年から導入した直流電化区間用電車（エレクトリーチカ）である。この項目では関連する他形式についても記す。

## 概要
1991年のソビエト連邦の崩壊までソビエト連邦の電車（エレクトリーチカ）は、リガに拠点を持つリガ車両製作工場（RVR, Rīgas Vagonbūves Rūpnīca）によって製造されていた。だが、ソビエト連邦の崩壊に伴いラトビアが独立した事でリガ車両製作工場はロシア連邦にとって海外の鉄道車両メーカーとなり、国内における電車製造の拠点が必要となった。そこで、ソ連時代の1980年代に電車生産の計画が持ち上がっていたデミホヴォ機械製造工場（Демиховский машиностроительный завод）が1993年から製造を始めたのがED2T形であった。
しかし、ED2T形はロシア連邦の国産車両といえども電装機器についてはラトビアのリガ電動機製造工場で製造されたものを用いていたため、メンテナンス面で難があった。そこで、電装機器についても国産化を行った車両として製造されたのがED4形である。1996年から2016年まで長期に渡る生産が行われ、その中で製造時期や用途に応じて複数のバリエーションが登場している。

### 形式
形式名の「ED4」（ЭД4）は、「デミホヴォ機械製造工場（Д）で設計された第4世代の電車（Э）」と言う意味である。また、これとは別に62-301と言う形式番号が与えられている他、車種によって以下の形式番号が付けられている。
- 62-302 - 中間電動車(Мп)。日本国有鉄道における電車の形式称号で言う「モハ」に該当する。
- 62-303 - 制御車(Пг)。「クハ」に該当。
- 62-304 - 付随車(Пп)。「サハ」に該当。

## 車種

### ED4形（ЭД4）
1996年から1998年にかけて6編成が製造された最初のグループ。ED2T形と同型の車体を持つ。最初に製造された編成は製造後しばらく試験運転が実施され、そこで得られたデータは以降の増備車に活用される事となった。

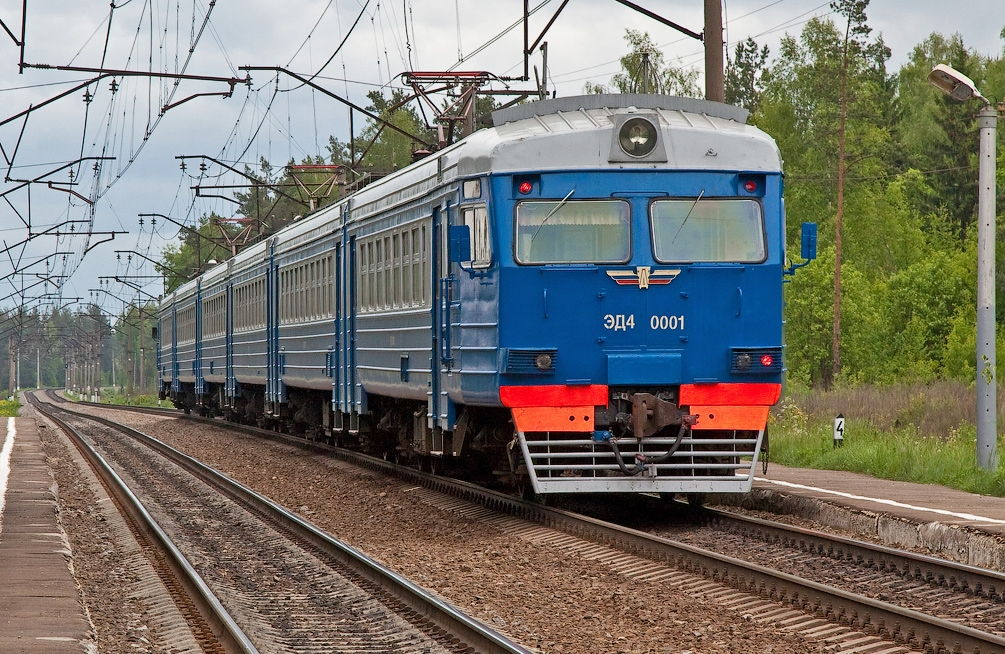
ED4形

### ED4M形（ЭД4М）
1997年から製造が実施されたグループ。前面デザインが大きく変わり、前面部の窓ガラスも拡大した他、自動車内案内放送装置や車内の情報パネルの設置、火災報知や車体の不燃化を含む安全性の強化など多数の改良が施されている。
2016年5月まで長期に渡って生産が実施され、その中で騒音防止のための二重窓化、内部照明の変更など各種の仕様変更が行われ、2009年以降は冷暖房双方に対応した空調装置が搭載されるようになった。2012年以降に生産された編成は前面デザインの更なる変更が行われている。また、一部編成については空港連絡鉄道・アエロエクスプレス（Аэроэкспресса）向けの車両として生産されており、その後ロシア鉄道が所有する編成の借用も実施されている。
なお、1998年に製造された一部編成については国内メーカーによる機器の信頼性の問題からリガ電動機製造工場が製造した機器を用いて製造されており、形式名もED4M1形（ЭД4М1）となっている。

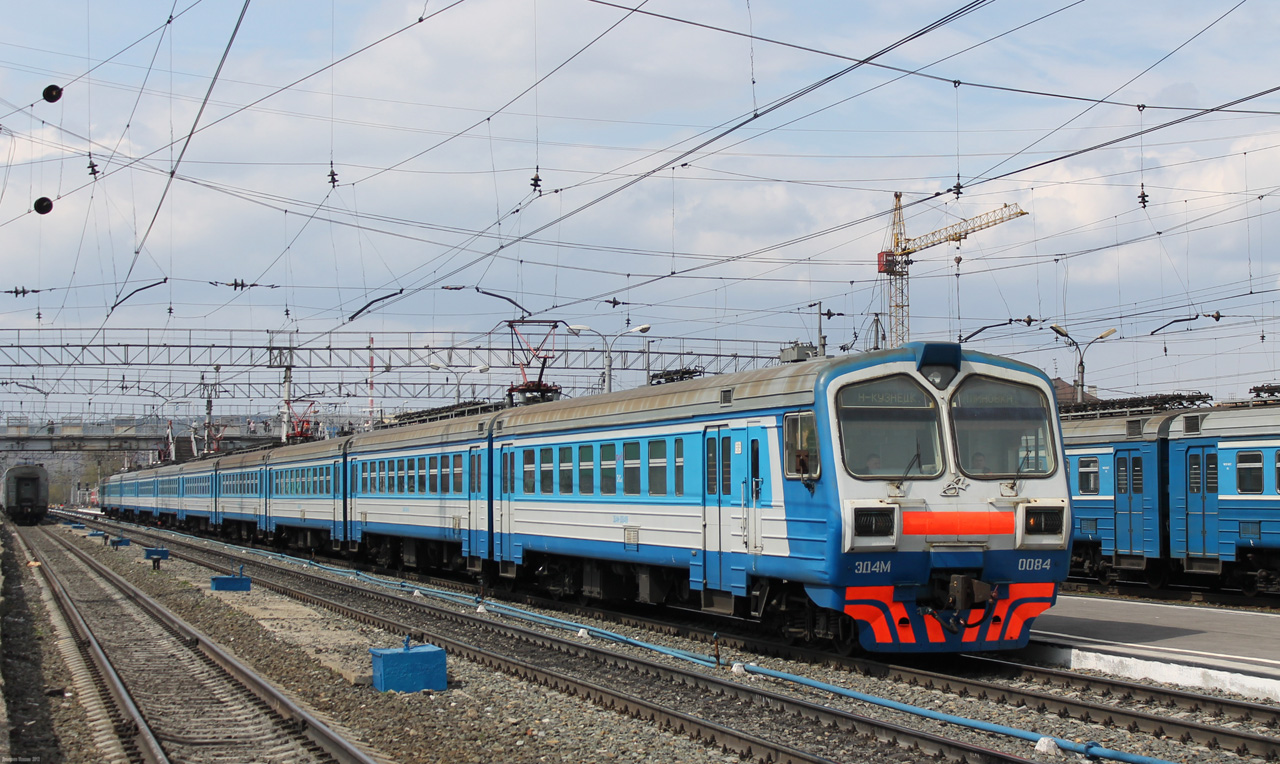
ED4M形
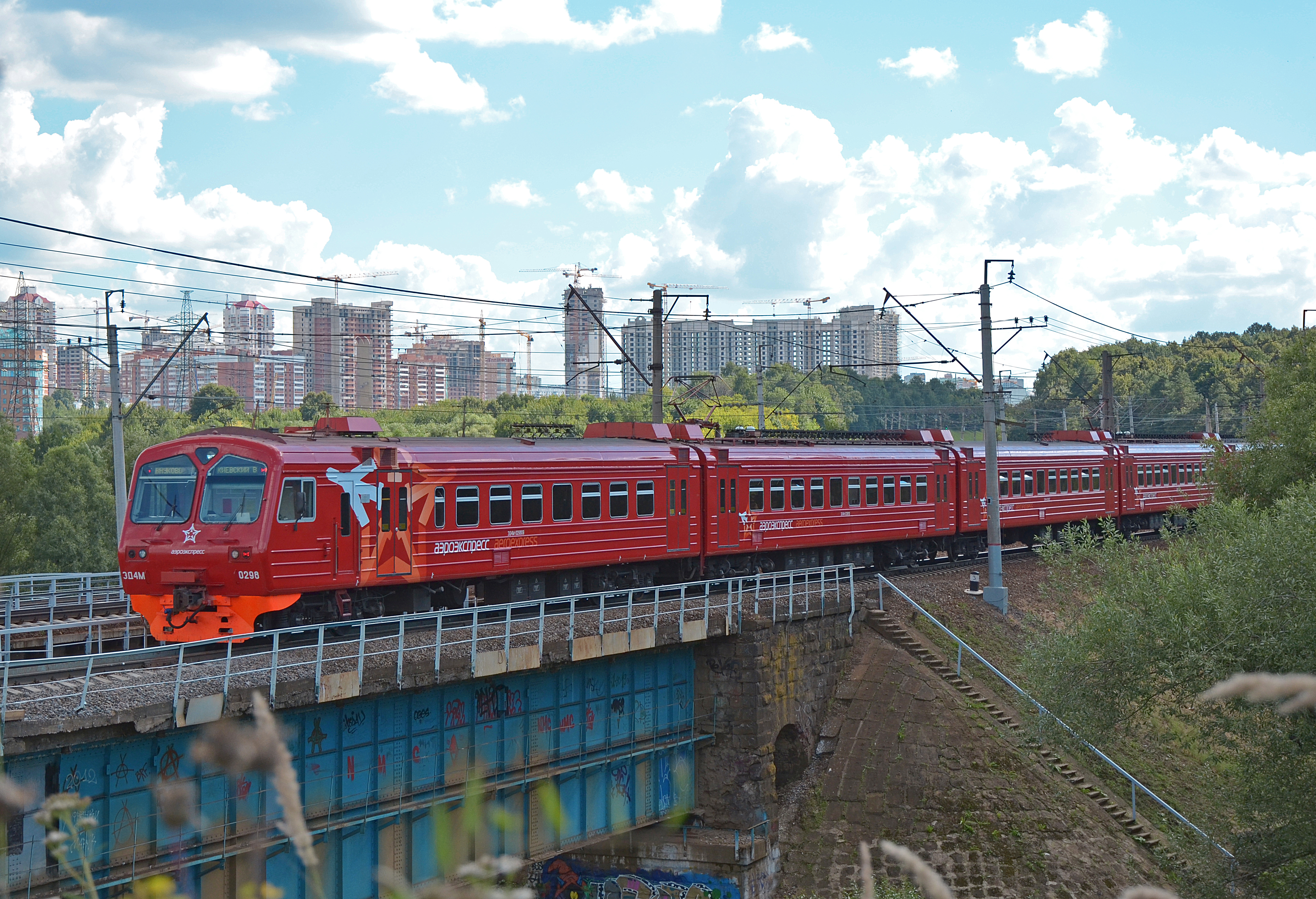
ED4M形（アエロエクスプレス仕様）
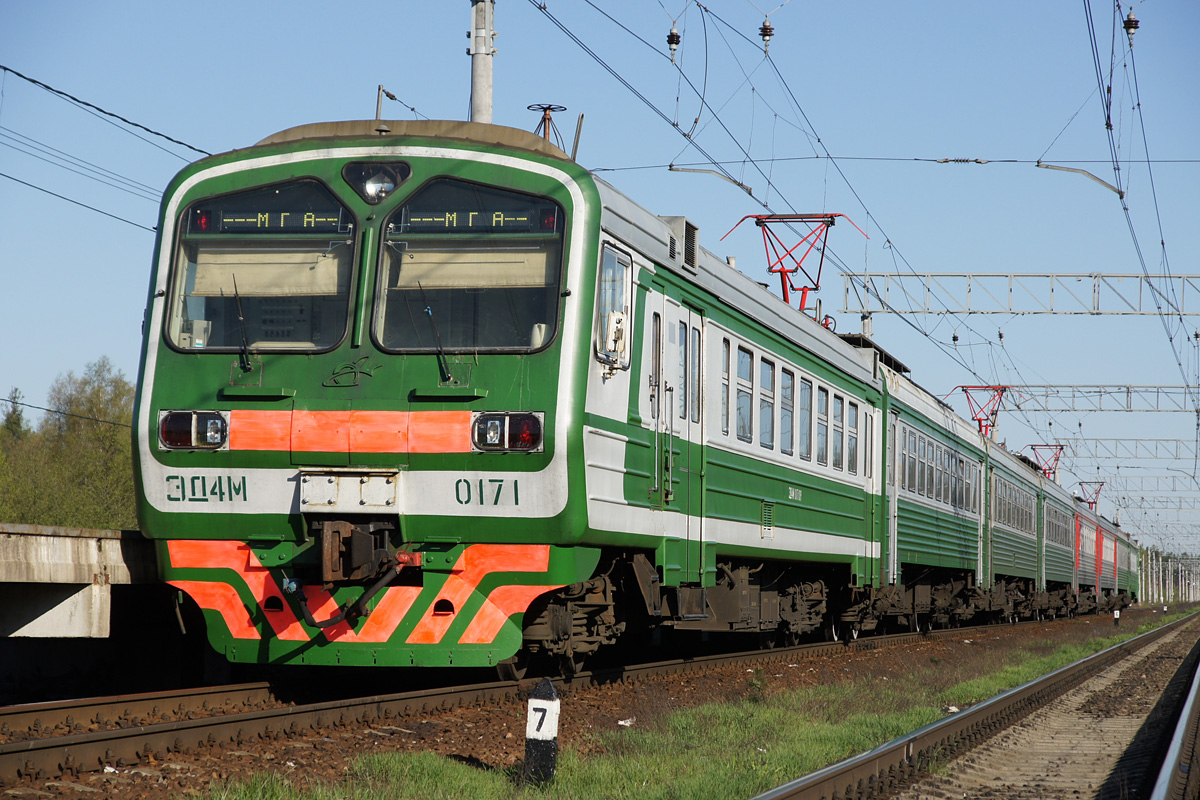
ET2M形との混結編成
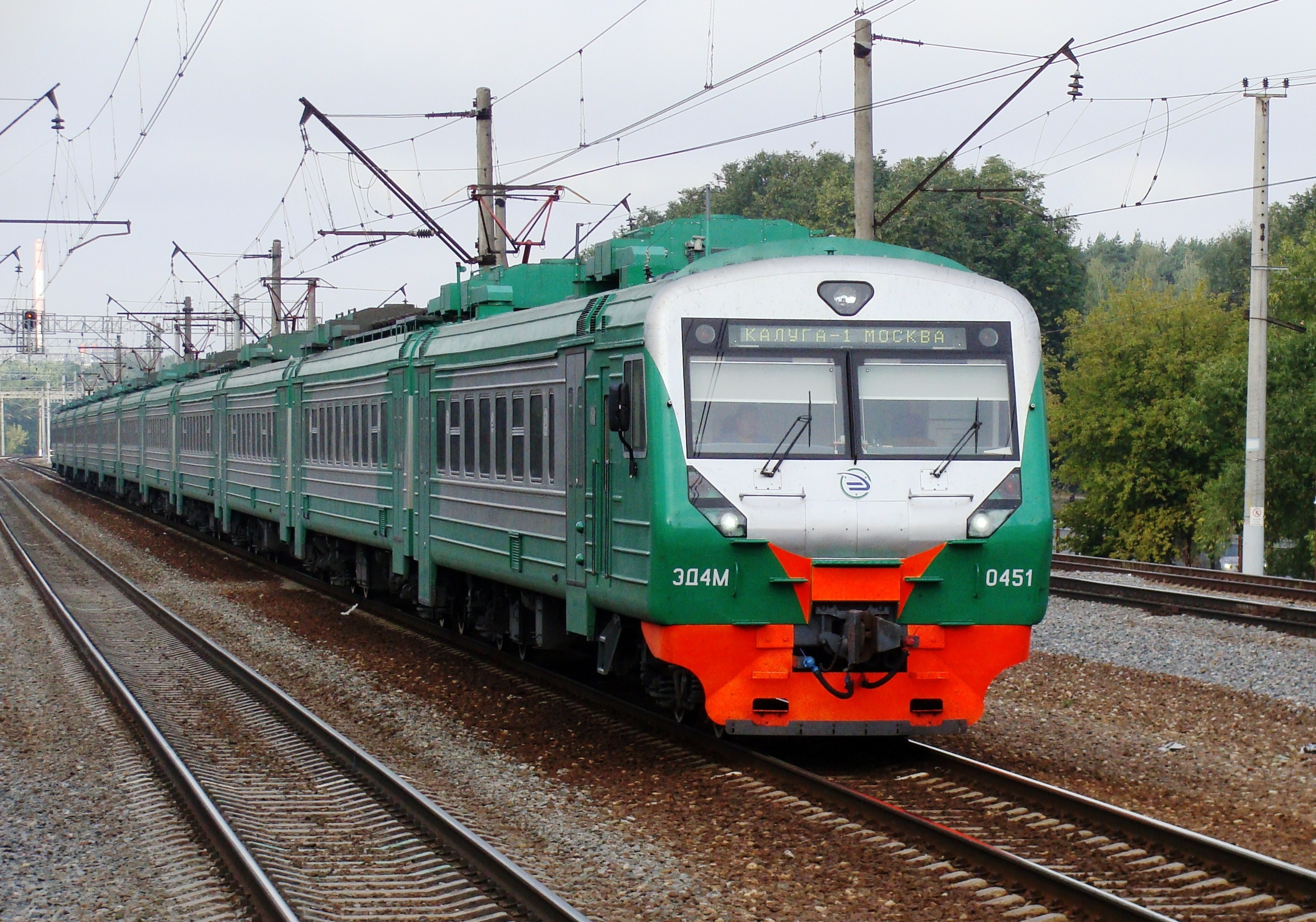
2012年以降の製造車両
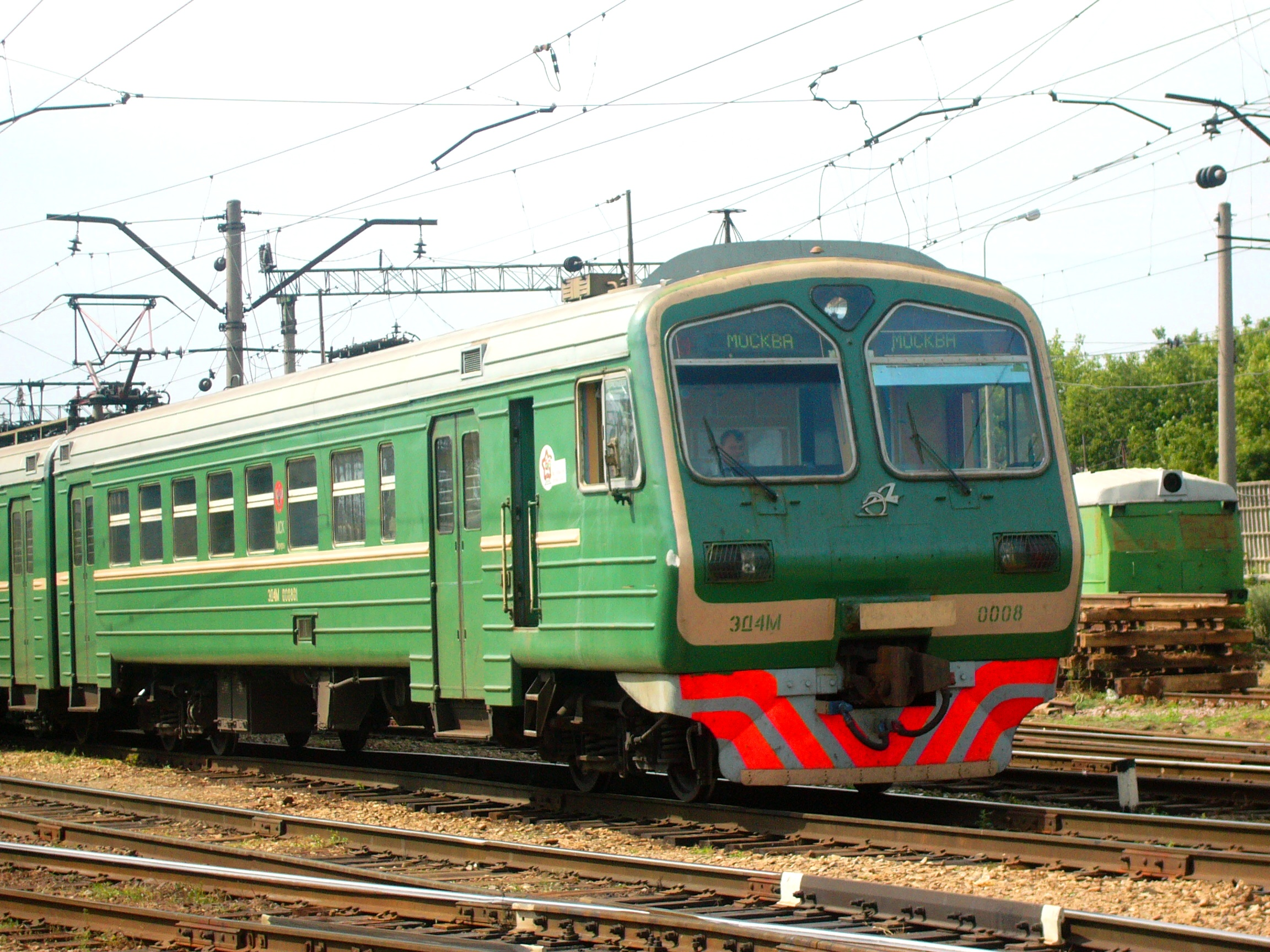
ED4M1形

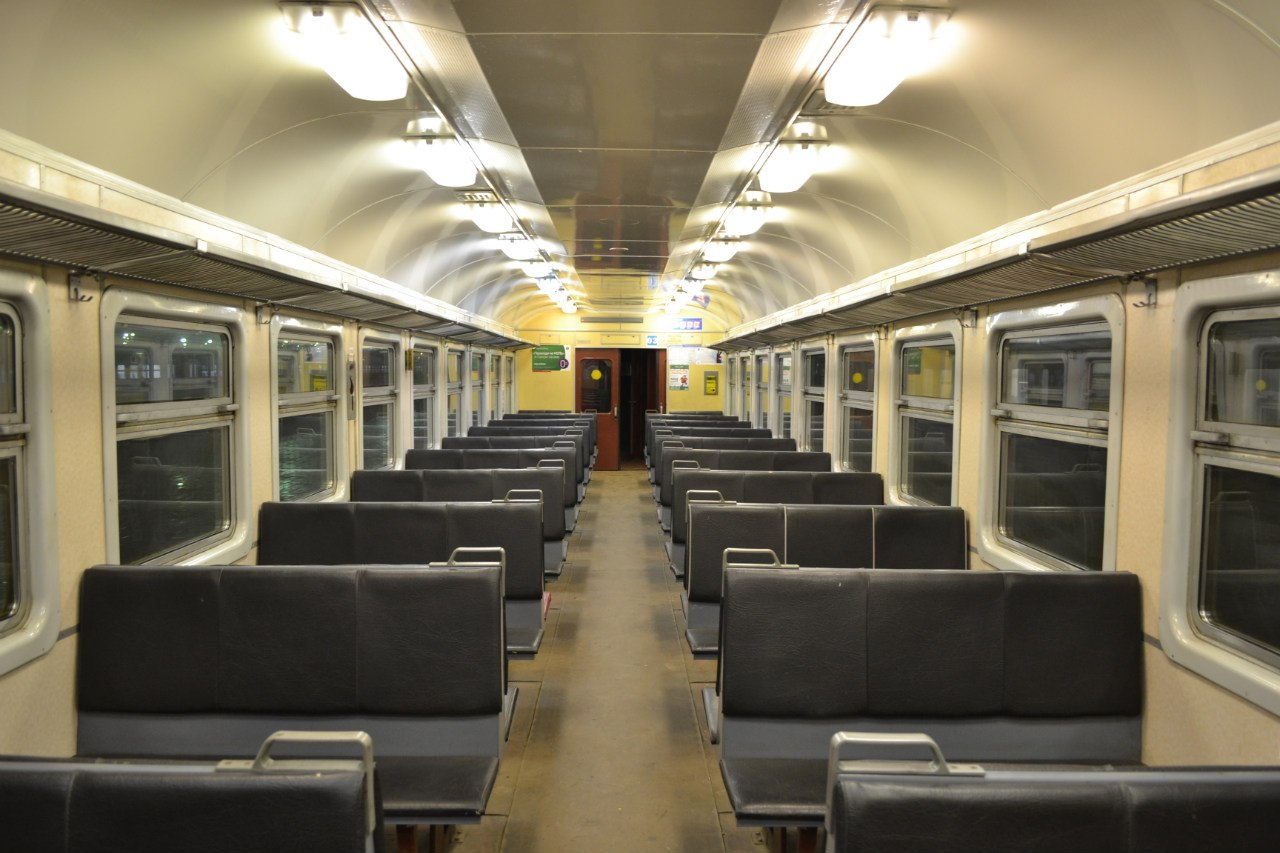
ED4M形の内装
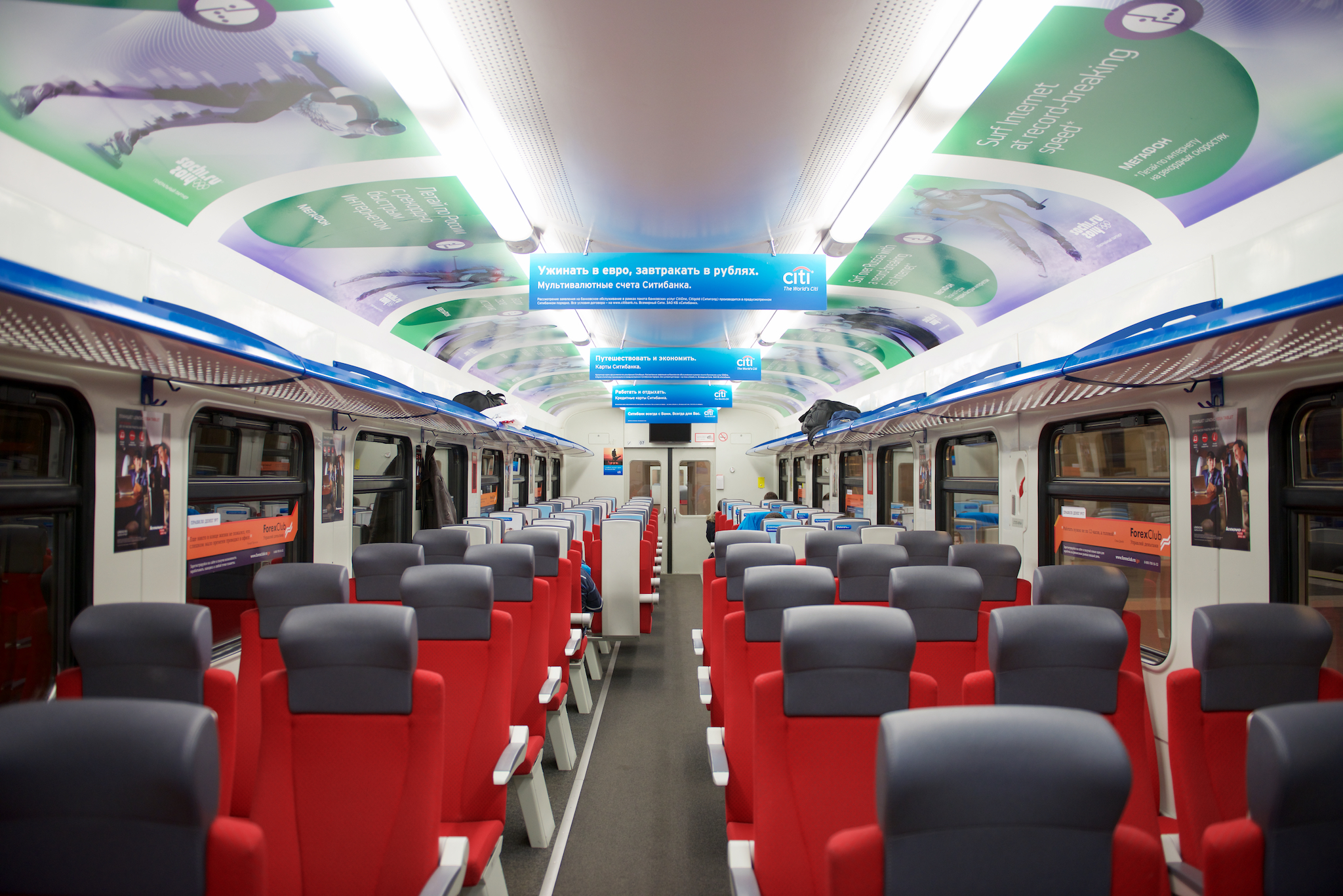
アエロエクスプレス仕様編成の内装

### ED4M形500番台（ЭД4М с № 0500）
2011年から製造が実施された編成。人間工学に基づいてそれまでのED4M形から前面部を含め車体が大幅に変更されており、空調装置や車椅子での乗降・利用を考慮した各種設備など、乗客がより快適に利用できる事を意識した構造になっている。また制御装置には可変電圧可変周波数制御を採用している他、照明についてもエネルギー節約など環境政策を重視したものに変更されている。なお、営業運転開始前に2011年に実施されたエキスポ1520（Экспо-1520）での展示が行われている。
ED4M形と共に、2016年以降の増備は安全性や編成の汎用性を強化したEP2D形（ЭП2Д）へ移行している。

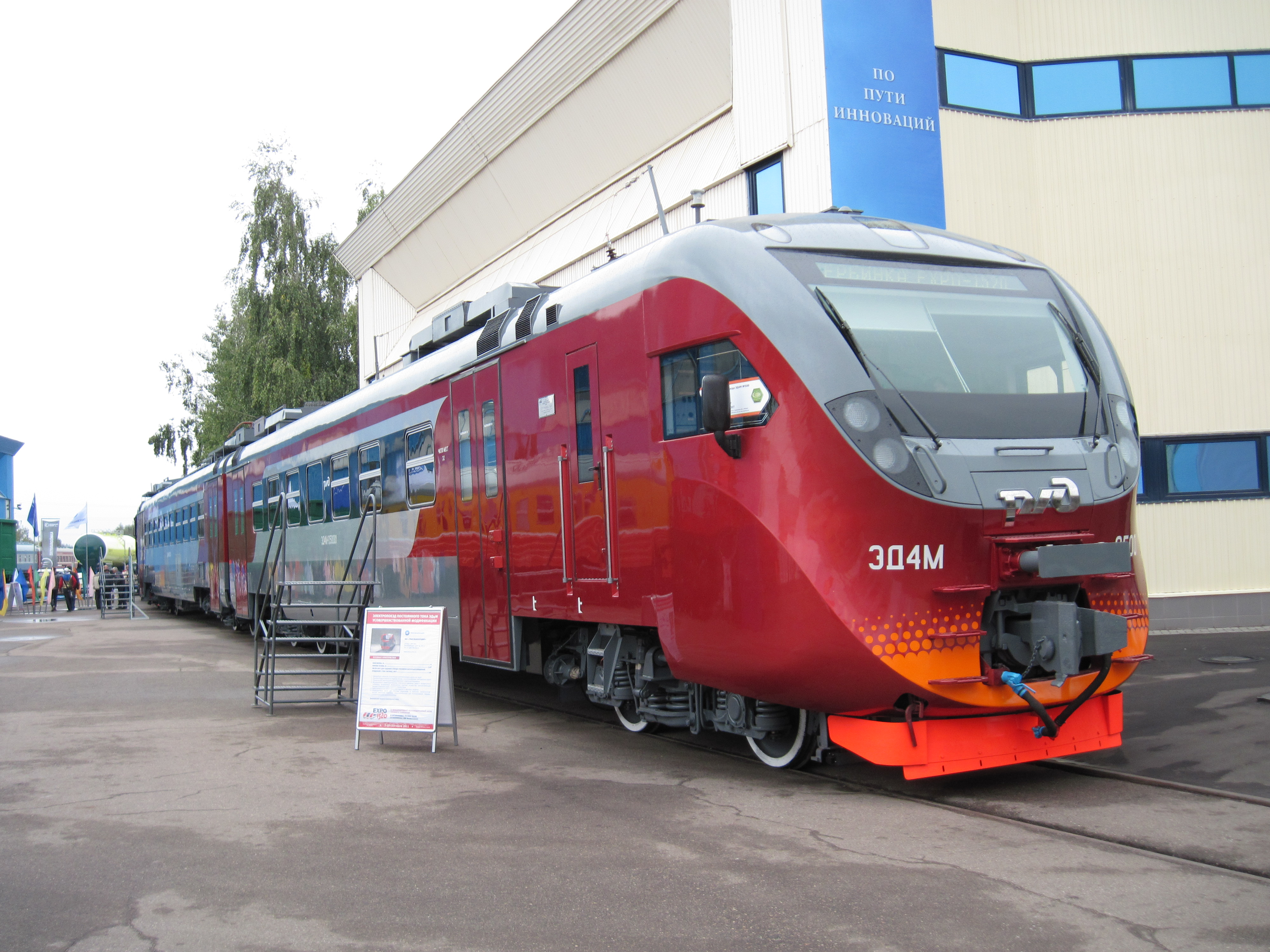
エキスポ1520で展示されたED4M形500番台
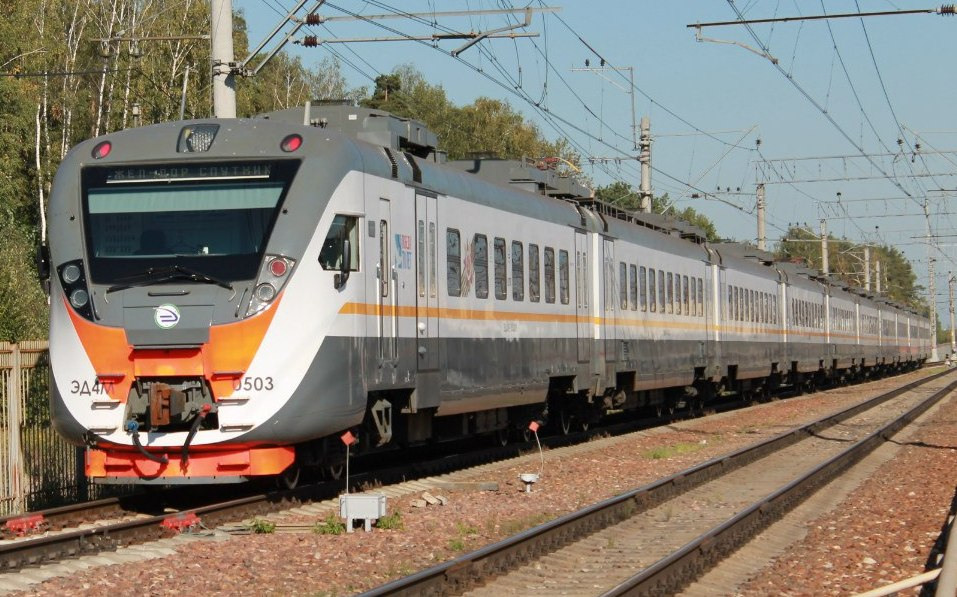
ED4M形500番台

### ED4MK形（ЭД4МК）
発達する高速バスへの対抗手段として高品質のサービスを提供するため、モスクワ鉄道支社からの要請を受け1999年から2000年にかけて製造が行われたグループ。車体はED4M形と同一だが内装は大きく異なり、10両編成のうち3両は2人掛け＋2人掛けでテレビやテーブルを搭載した座席を有するファーストクラス（一等車）、3両が2人掛け＋3人掛け座席のセカンドクラス（二等車）として設計されており、普通車についても2人掛け＋3人掛けとゆとりを持った座席配置になっている。またファーストクラスおよびセカンドクラスの車両にはそれぞれビュッフェも設置している。
形式名の「K（К）」は「快適性の向上（повышенную комфортность）」を意味する。

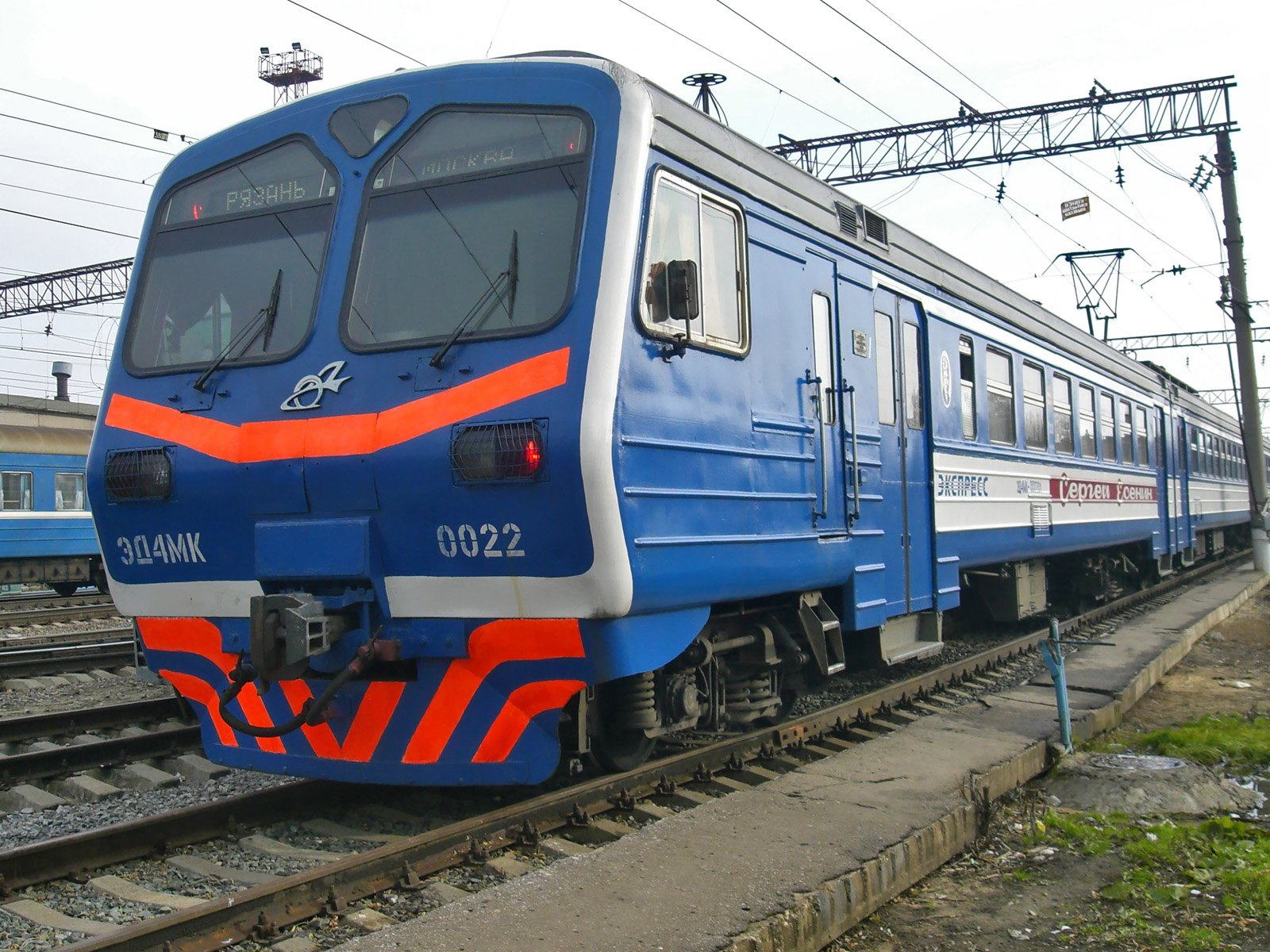
ED4MK形
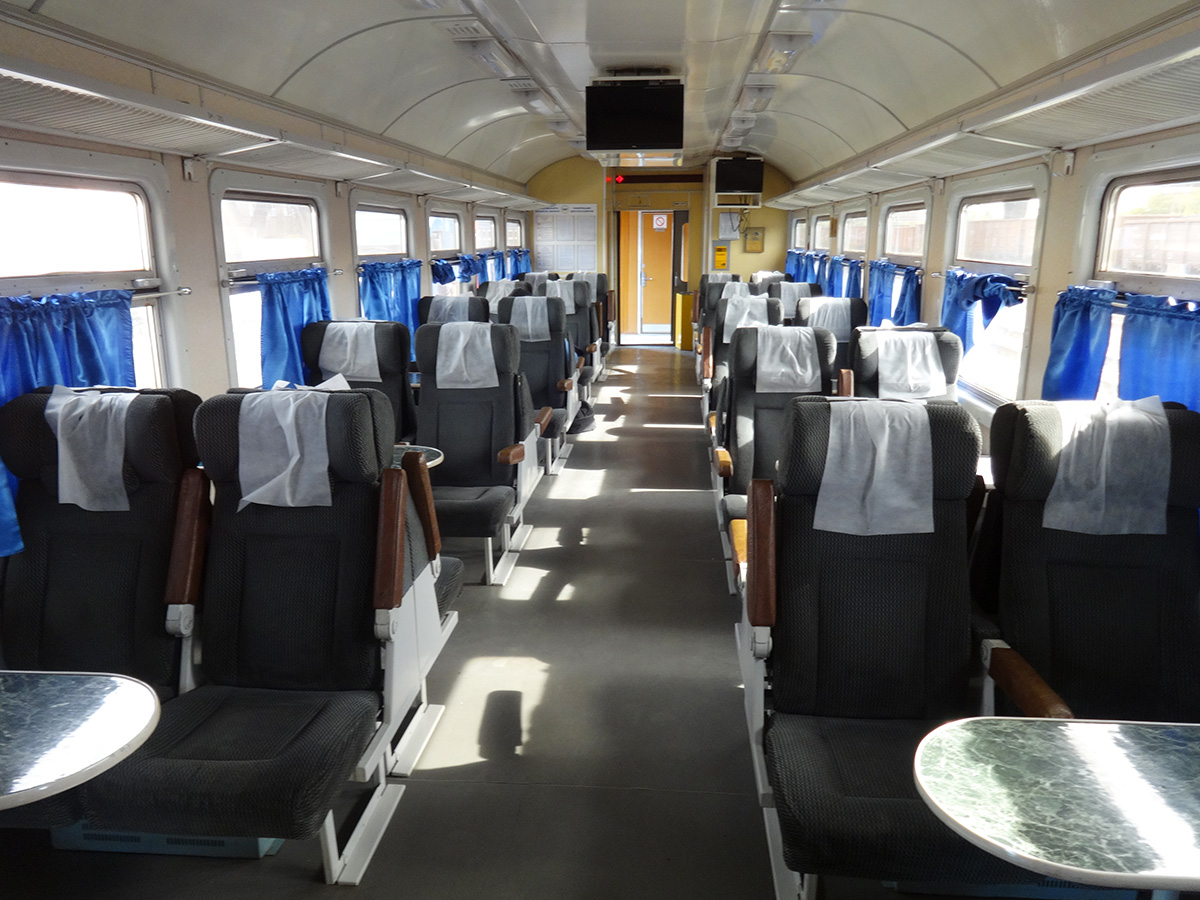
ED9MK形のファーストクラスの内装 ED4MK形も同じ構造である
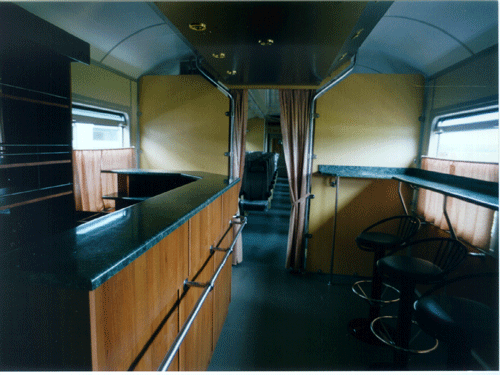
ビュッフェ

### ED4MKu形（ЭД4МКу）
モスクワ - サンクトペテルブルク間で旅客列車を運行している高速幹線有限責任会社（ООО «Скоростные магистрали»）が2005年に導入したグループ。11両編成のうち5両は1人掛け＋2人掛けのリクライニングシートを有するファーストクラス（一等車）、6両が2人掛け＋2人掛け座席のセカンドクラス（二等車）である。
2009年のサプサン登場に伴い一時営業運転を停止していたが、2013年以降は再びモスクワ - サンクトペテルブルク間に復帰している。

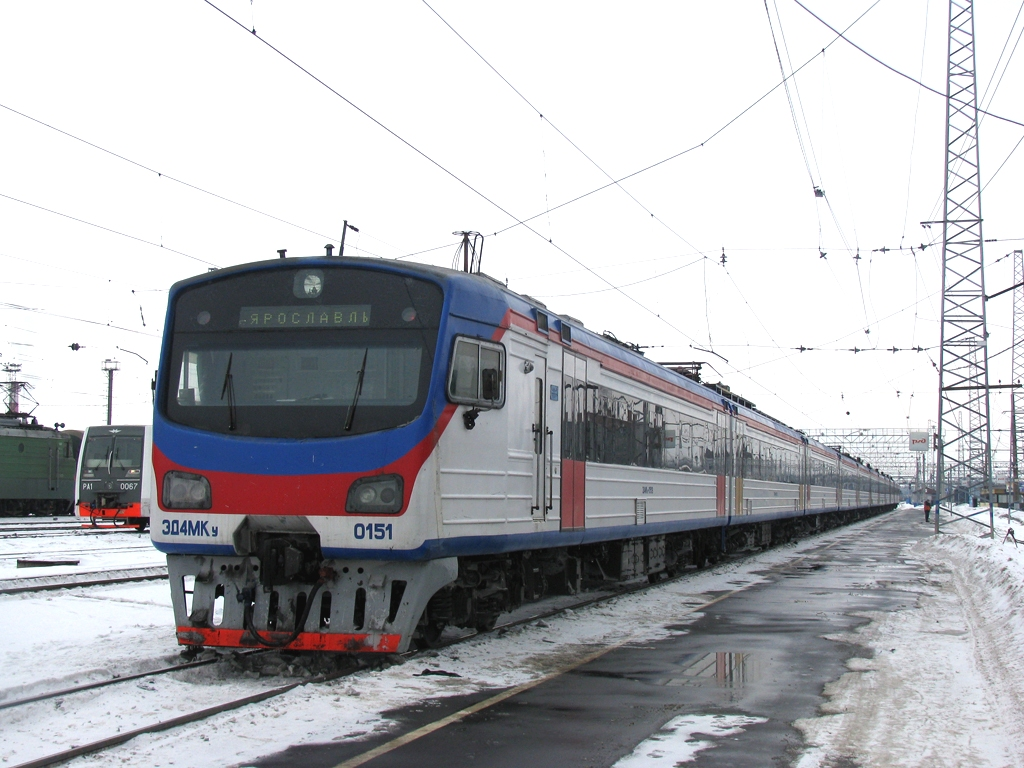
ED4MKu形
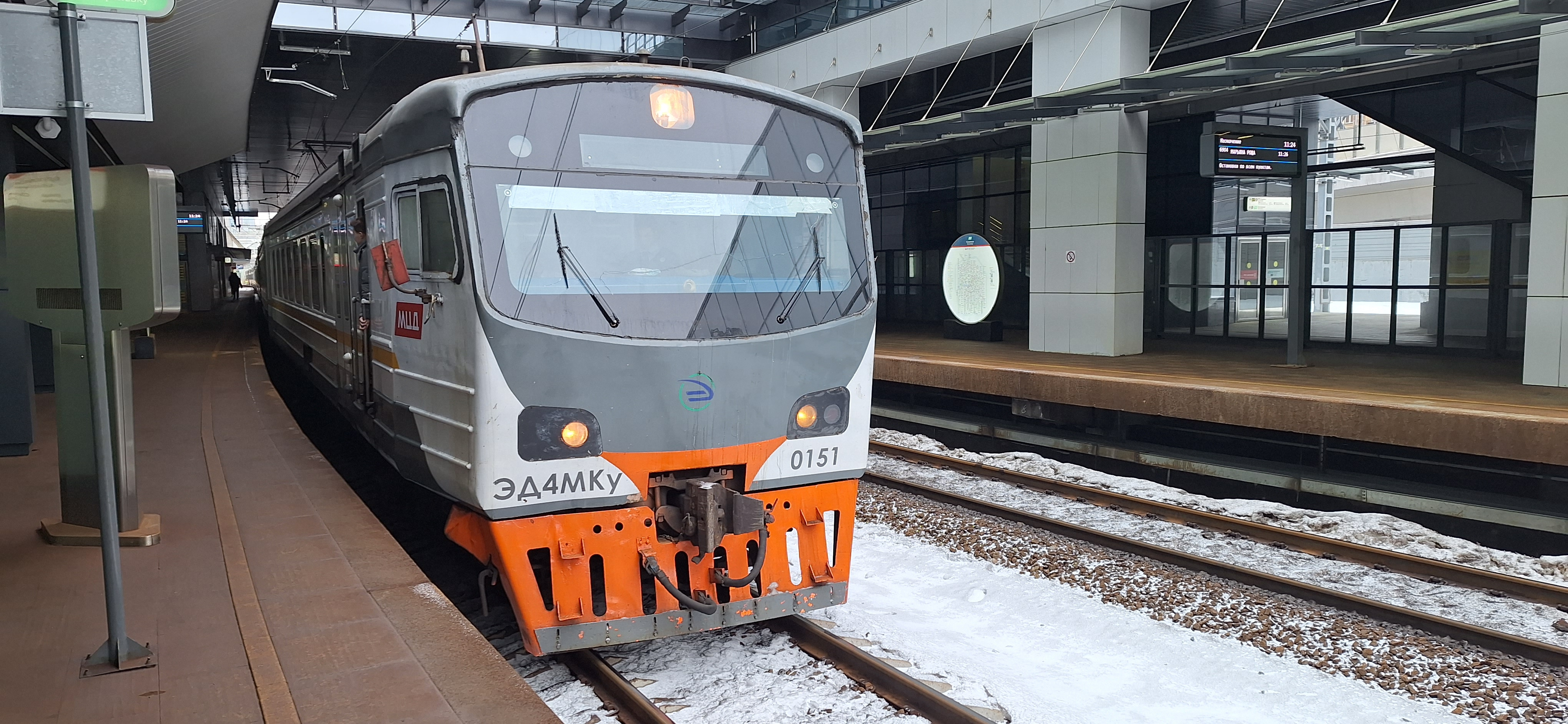

### ED4MKM形（ЭД4МКМ）
2005年に製造された優等列車用編成。ED4MK形と同様に優等車両を連結した10両編成を組むが、前面を含む車体構造は大幅に変更され、コルゲート構造が廃されている。

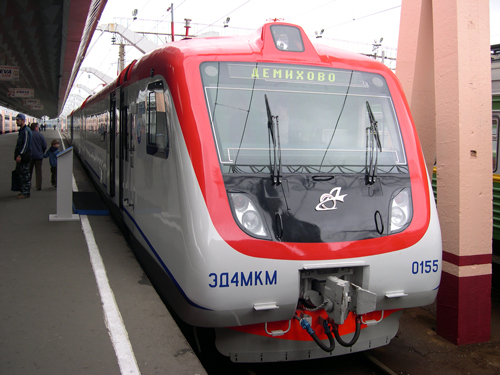
ED4MKM形
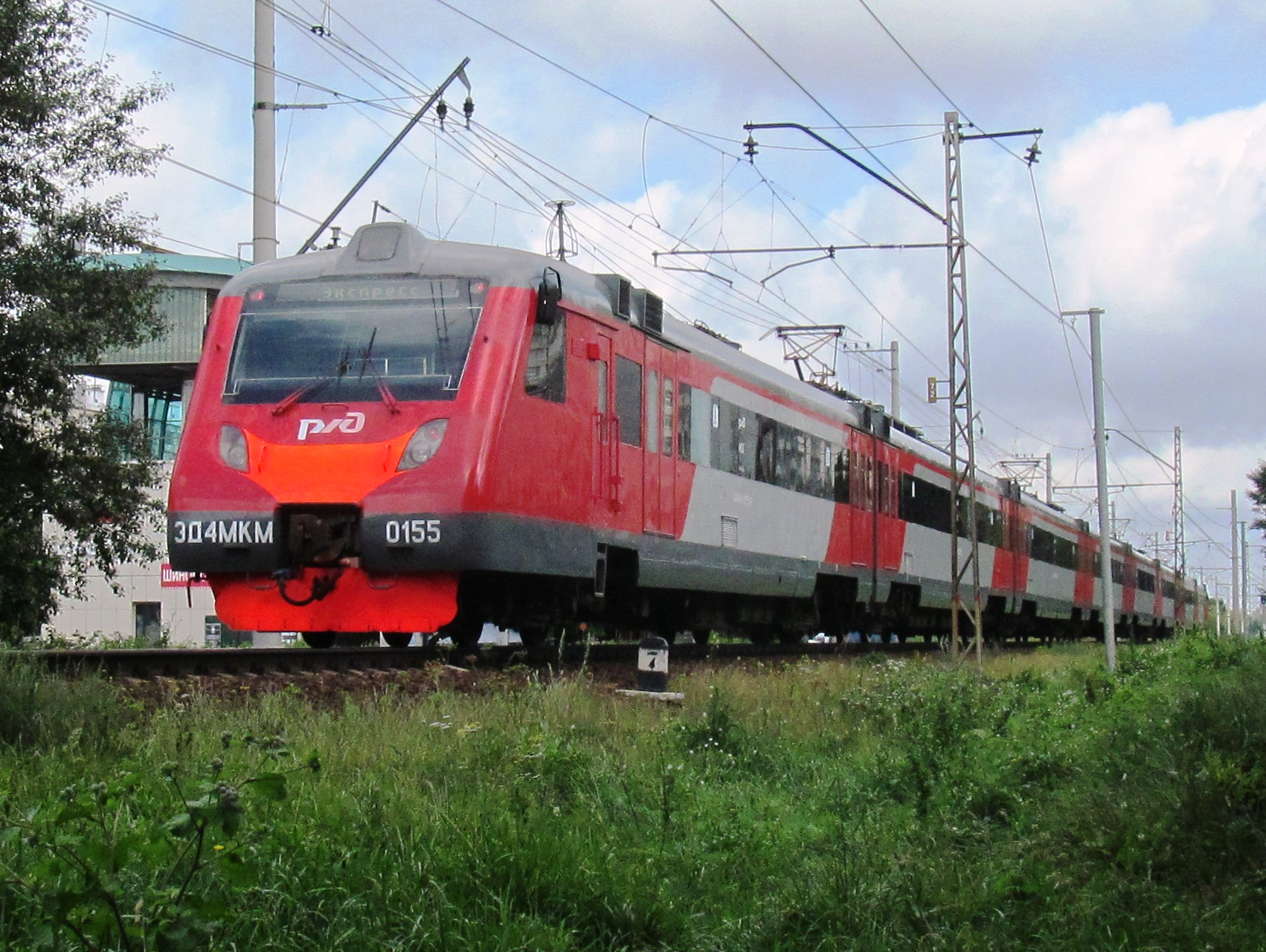
ED4MKM形（現塗装）

### ED4MKM形"アエロ"（ЭД4МКМ-АЭРО）
ED4MKM形を元に、空港連絡鉄道・アエロエクスプレス用として製造された編成。編成中の全車ともファーストクラス（一等車）となっており、うち1両はVIP席に指定されている。また登場当初は一方の先頭車が荷物輸送用車両に指定されていたが、その後自動車輸送に変更された事で2011年1月以降は全車とも旅客車両になっている。

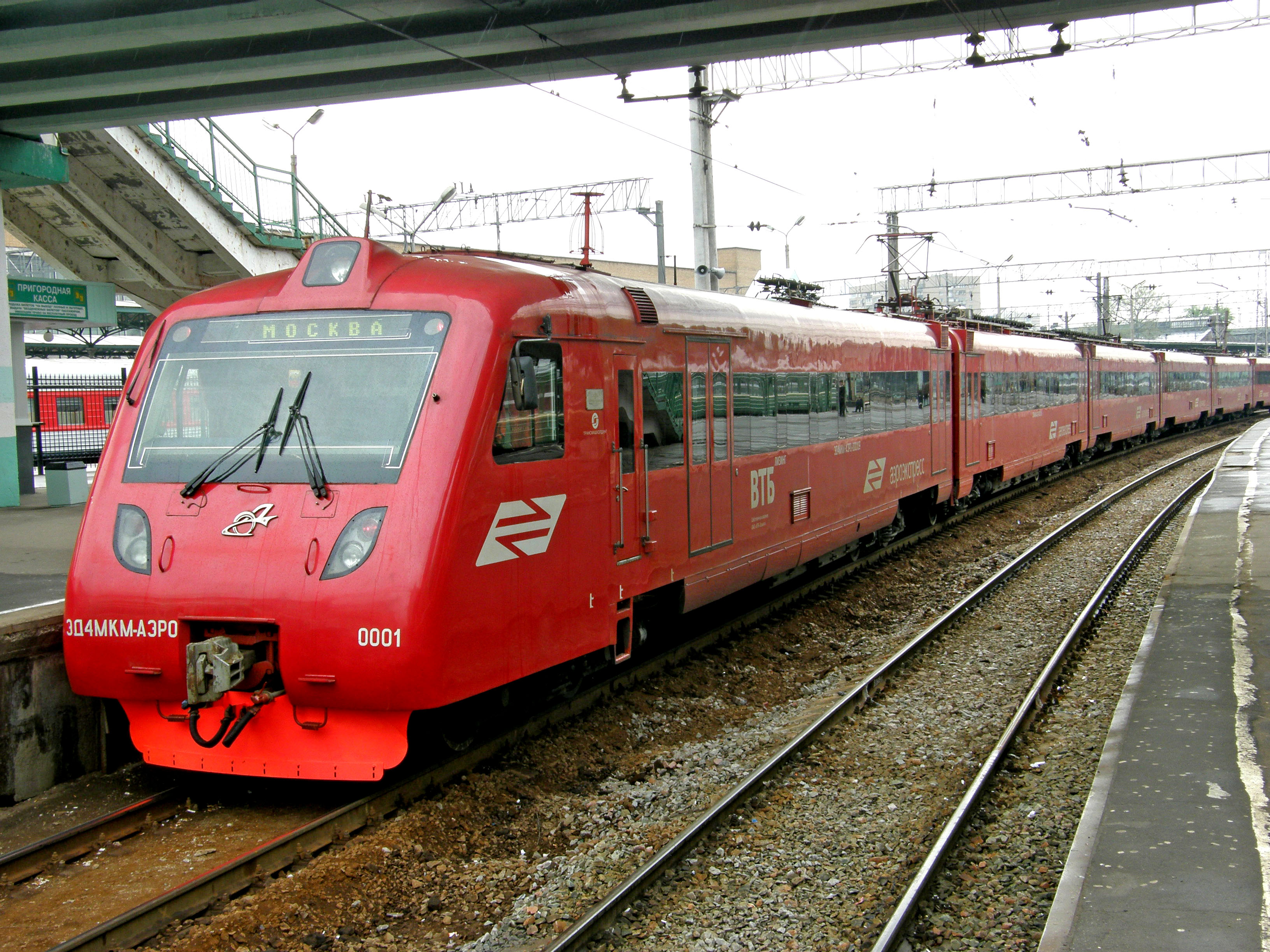
ED4MKM形"アエロ"
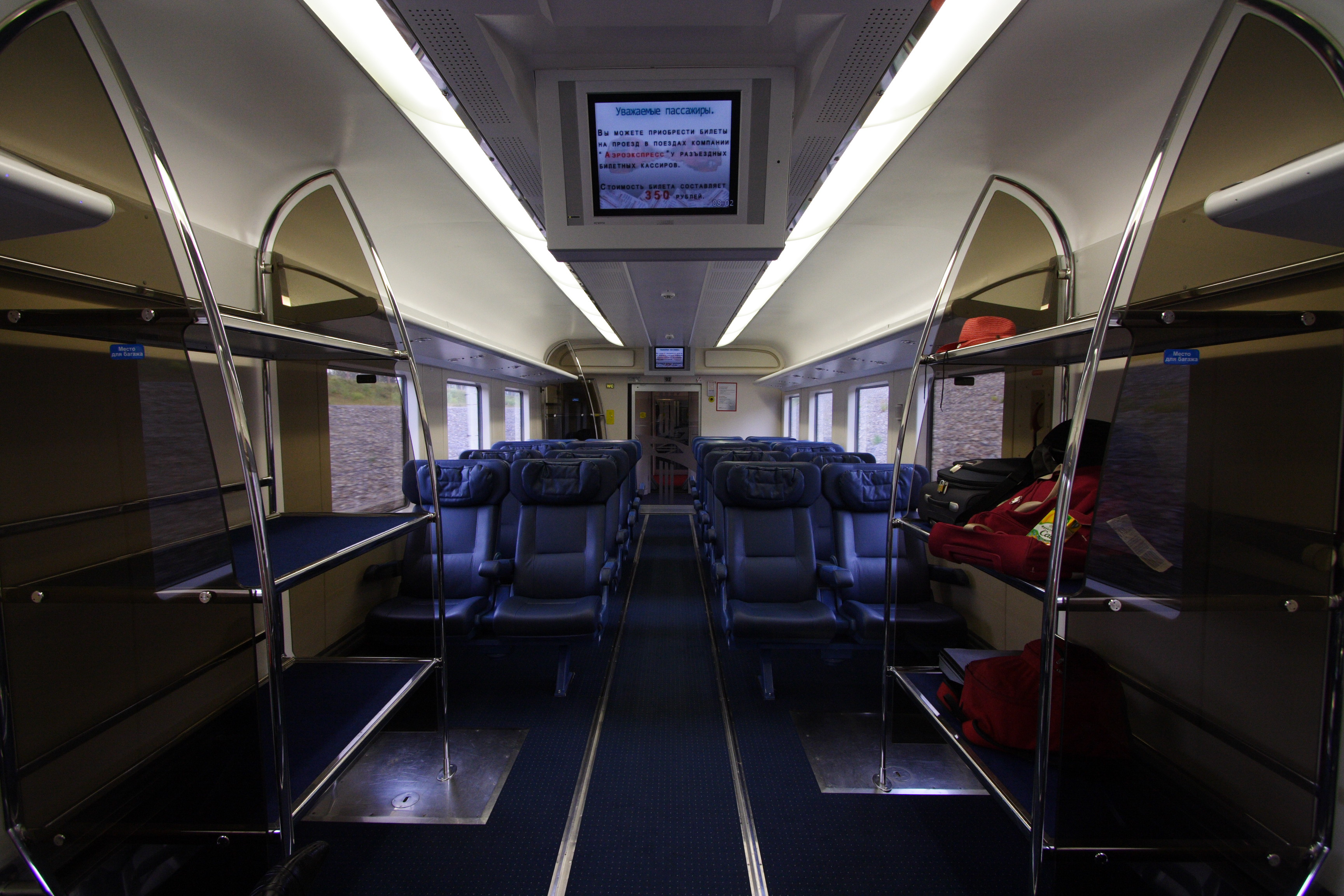
航空機の利用客に適した内装

### ED4E形（ЭД4Э）
ED4形・ED4M形の使用実績を基に、電力消費の削減を目的として2001年に製造された試作編成。定格電圧1500Vのトラクションモーターにより消費電力の最大20％削減に成功した。

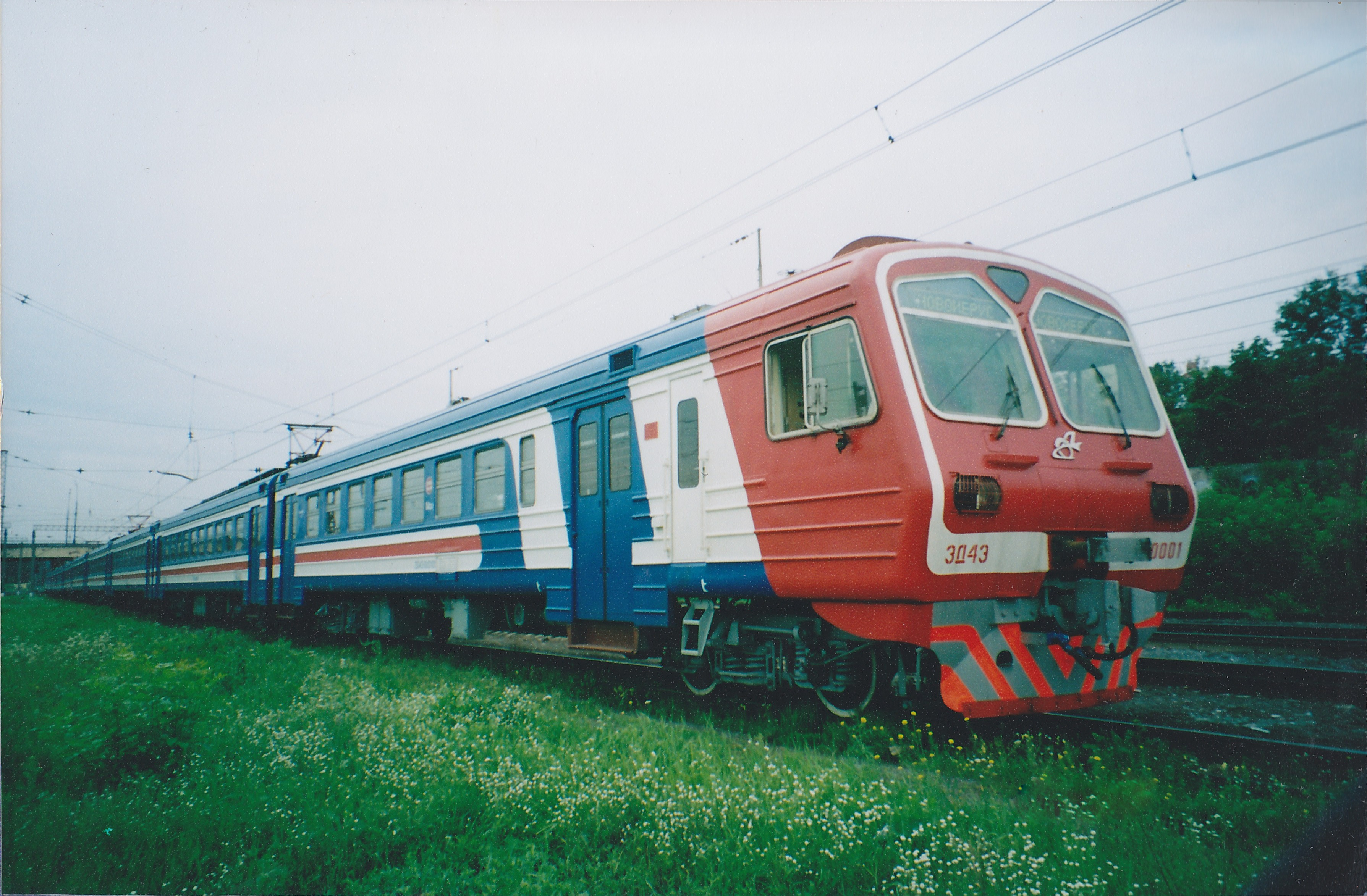
ED4E形

## 関連形式

### ED6形（ЭД6）
ロシア連邦が打ち出した新型旅客車両の開発・生産計画に基づき、2001年に製造された試作車。ED4M形を基本に、耐腐食構造を取り入れた車体、VVVFインバータ制御や車載コンピュータによる自動制御システム、モジュール設計の採用、出入口扉の自動化、車椅子に対応した社内設備、環境対策を整えたトイレなど様々な技術を搭載した。そのうちトランスデューサーについては日立製作所が製造したものを使用している。また台車についても新たな構造が採用されている。
製造後は複数回の試験運転が行われ、2003年には営業運転も実施されたものの、電動機の不具合や車体の振動など試験結果は思わしくなく、量産される事はなかった。

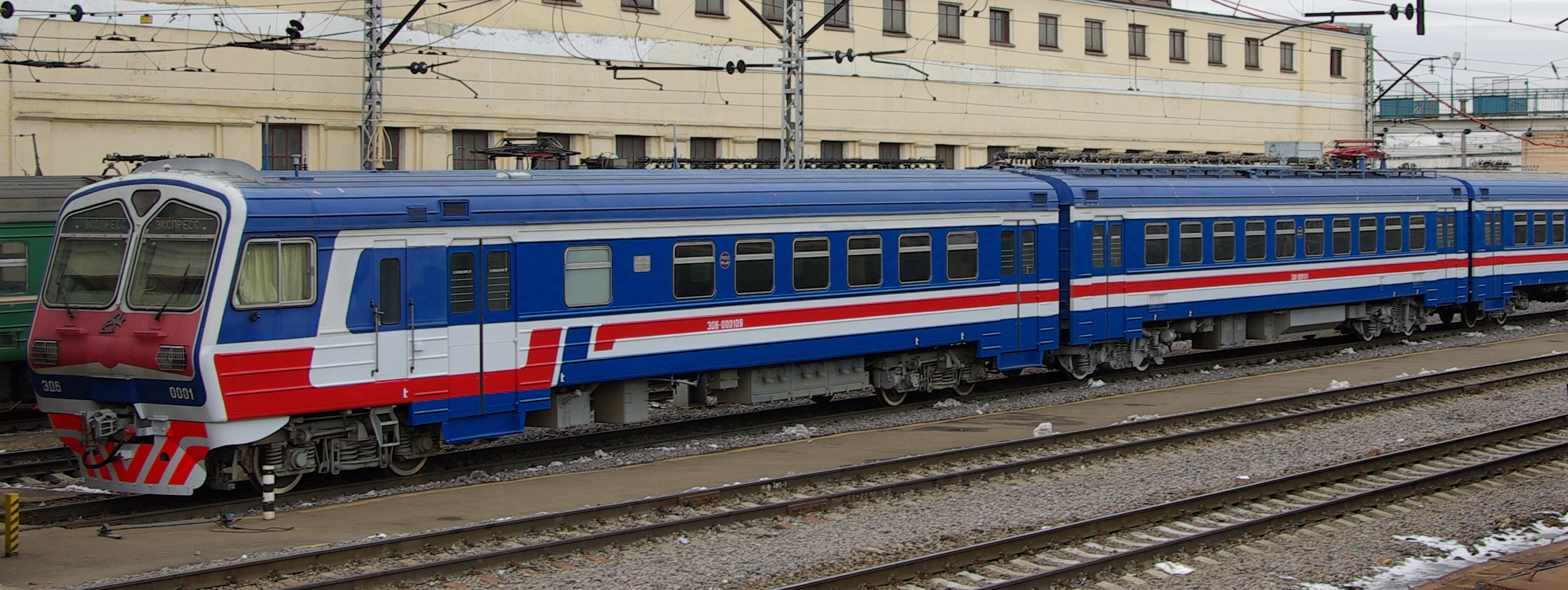
ED6形

### ED4DK形（ЭД4ДК）
直流区間用電気機関車・VL10形（ВЛ10）と交流区間用電気機関車VL80形（ВЛ80）の間にED4MK形と同型の付随車を10両挟んだ、交直両用のプッシュプル列車。2001年に編成が組まれ、モスクワ近郊での導入が予定されていたが試験結果は思わしくなく、営業運転に就くことがないまま2013年に廃車された。

### EM2P形（ЭМ2П）
西シベリア鉄道支社の鉄道長の視察用車両である事業用車・EM2P形のうち、2011年に登場した車両についてはED2T形と共にED4M形の機器を流用して製造が行われている。

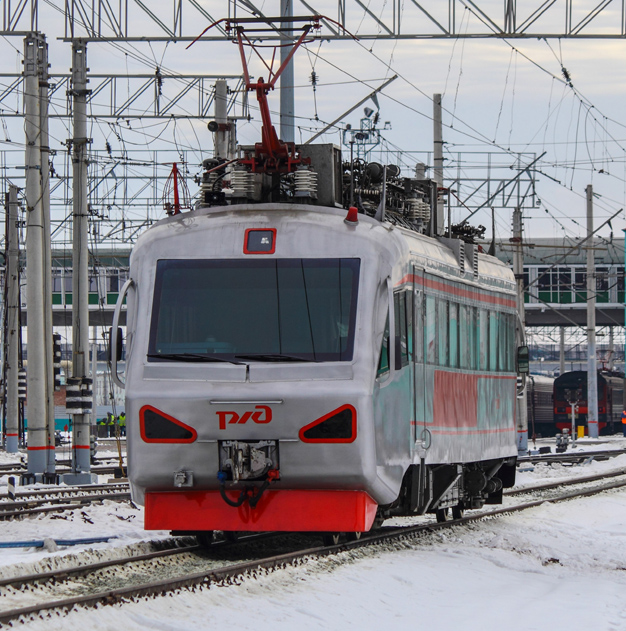
EM2P形

### AYa4D形（АЯ4Д）
モスクワ - サンクトペテルブルク間など各地の鉄道施設の検測を行う事業用車。直流電化区間の他、非電化区間の走行も可能である。2010年にED4M形から4両が改造された。

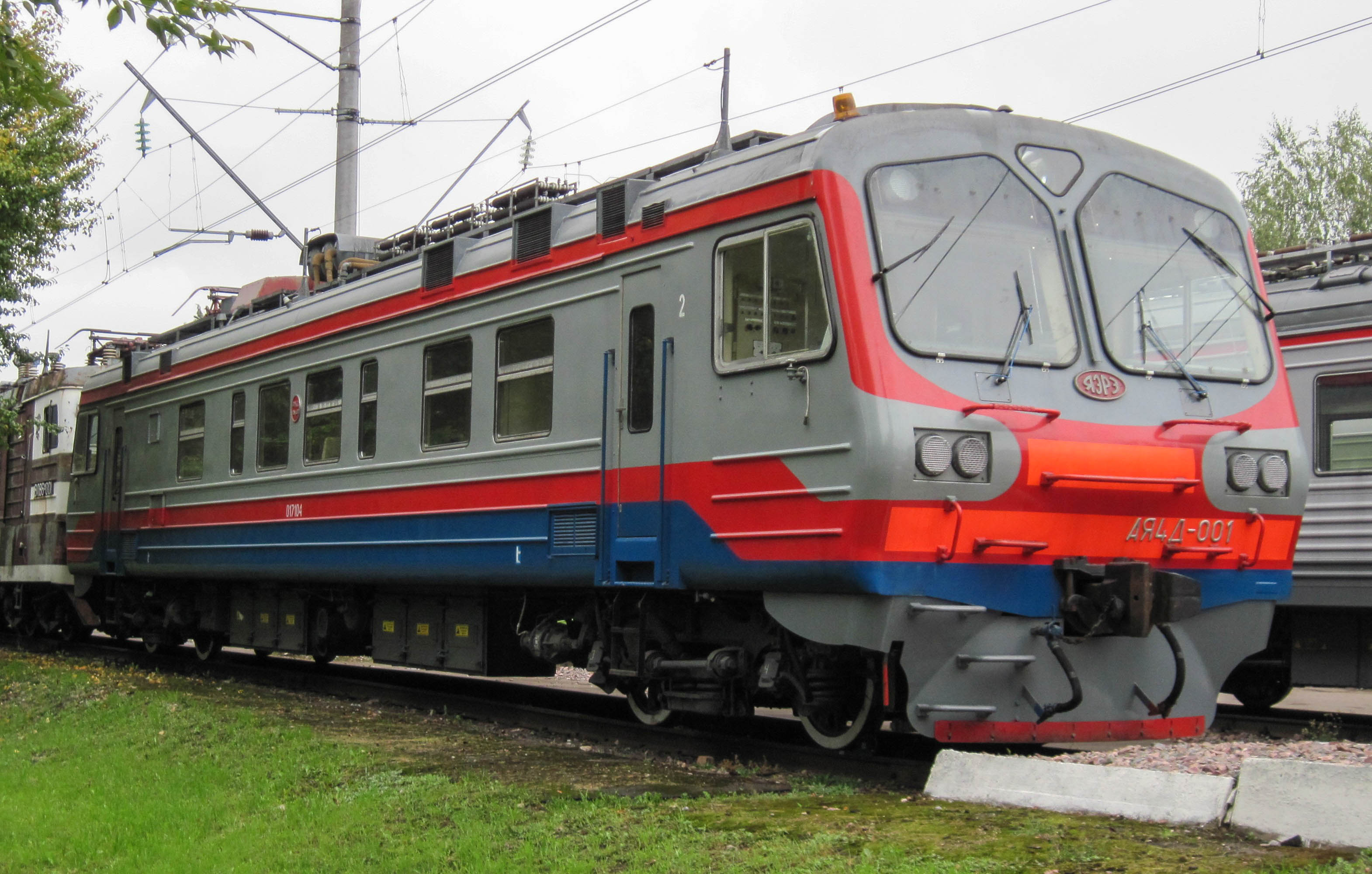
AYa4D形

## 外部サイト
- “デミホヴォ機械製造工場の公式ページ”. 2018年8月8日閲覧。（ロシア語）